# Chon Buri (miasto)
Chon Buri (taj. ชลบุรี) – miasto w Tajlandii, nad Zatoką Tajlandzką.
Jest stolicą prowincji Chonburi. Liczba mieszkańców w 2000 roku wynosiła ok. 182 tys.